# Ototoxizität
Ototoxizität (von altgriechisch οὖς ous [Genitiv ὠτός ōtos] „Ohr“ und Toxizität) bezeichnet in der Medizin und Pharmakologie die (zumeist unerwünschte) zerstörerische Wirkung von Substanzen auf das Innenohr, insbesondere die Sinneszellen des Hör- und Gleichgewichtsorgans, oder den zugehörigen Hirnnerven (Nervus vestibulocochlearis).

## Mechanismus
Zumeist kommt es durch solche Stoffe zu einer direkt giftigen Wirkung auf die Zellen des Sinnesepithels. Da es sich dabei letztlich um Nervenzellen handelt, ist die Zerstörung meist endgültig und führt zu Schwerhörigkeit oder Taubheit, Gleichgewichtsstörungen und Tinnitus.

## Ototoxine
Ototoxische Medikamente sind manche Antibiotika (Aminoglykoside, Makrolide, Glykopeptide), platinhaltige Zytostatika, Taxane und Vinca-Alkaloide, Diuretika (Furosemid und Torasemid), Chlorhexidin, Chinin (als Malariamittel), Salicylate (Acetylsalicylsäure), Lidocain und 4-Hydroxybutansäure (GHB). Bis auf Chlorhexidin, Chinin und GHB können diese Arzneimittel alle auch Tinnitus auslösen oder verstärken.
Weitere ototoxische Chemikalien sind Lösungsmittel (Alkylbenzole, Xylol, Styrol, Toluol, n-Heptan, n-Hexan, Tri- und Tetrachlorethen), Blei, Cadmium, Quecksilber, Arsen, Schwefelkohlenstoff, Kohlenmonoxid, Cyanide und γ-Butyrolacton (GBL).

## Vorbeugung
Um einer „Innenohrvergiftung“ mit Aminoglycosiden (z. B. Neomycin) vorzubeugen, sind Ohrentropfen mit solchen Wirkstoffen keinesfalls im Gehörgang anzuwenden, wenn das Trommelfell perforiert sein könnte. Schon sehr geringe Mengen, die zum Innenohr gelangen und in die Haarzellen der Hörschnecke übertreten, können zu einem irreparablen Verlust von Sinneshärchen führen, mit der Folge von Hörverlust bis hin zur völligen Taubheit und massiven Gleichgewichtsproblemen.
Zur Verringerung des Risikos einer durch das Krebsmedikament Cisplatin verursachten Ototoxizität kann bei Kindern im Alter von 1 Monat bis unter 18 Jahren begleitend zur Cisplatin-Therapie der von der Europäischen Arzneimittelagentur (EMA) zugelassene Wirkstoff Natriumthiosulfat (Pedmarsqi) eingesetzt werden. Zulassungsstudien zufolge senkt das Medikament das Risiko einer Cisplatin-induzierten Ototoxizität um fast 50 %.  In Großbritannien empfahl das National Institute for Health and Care Excellence (NICE) im Januar 2025 die Anwendung im Rahmen der Zulassung und verwies auf den ungedeckten medizinischen Bedarf sowie die sozialen Folgen eines frühen Hörverlusts.

## Gefährdung am Arbeitsplatz
In vielen Berufen ist die Arbeit mit chemischen Substanzen notwendig, die als Ototoxine bezeichnet werden. Aufgrund der fehlenden hinreichenden Informationen über das Risikopotenzial vieler dieser Stoffe gibt es kaum Maßnahmen zum Schutz von Arbeitnehmern. Experten warnen allerdings vor der Kombination von Ototoxinen und der Lärmbelastung am Arbeitsplatz (Baugewerbe, Druckindustrie, Lackierereien, Schiffbau, Landwirtschaft, Bergbau etc.), da dadurch das Risiko für Hörschäden verstärkt wird.

## Medizinische Anwendung
Als palliative Maßnahme beim Morbus Menière kann im Einzelfall eine Verödung des Innenohres durch Einbringen von Gentamicin sinnvoll sein. Dadurch wird das bereits schwer funktionsgestörte Innenohr ausgeschaltet.